# Sequía en Chile de 1996
En 1996 Chile enfrentó una sequía que afectó principalmente a la producción agrícola del país, estimándose en 93,7 millones de dólares los daños y pérdidas para los agricultores.
A comienzos de ese año, los principales embalses del país ya tenían un nivel de agua más bajo que lo normal. La sequía empeoró con un invierno seco, que redujo en un 40% las lluvias con respecto a 1995, y provocó un descenso considerable en la cantidad de nieve caída en la cordillera de los Andes.
En octubre el gobierno tuvo que declarar emergencia agrícola en las regiones de Atacama, Coquimbo, Valparaíso y Metropolitana, en el centro-norte del país. El Ministerio de Obras Públicas debió intervenir los ríos Aconcagua y Mapocho.
La sequía también afectó al suministro de agua potable de los 75.000 clientes de la empresa Lo Castillo, en las comunas del sector alto de Santiago. Ante la crisis, finalmente la empresa fue vendida en un 55% a Enersis.